# Новакович-Джюрович, Ана
Ана Новакович-Джюрович (черног. Ана Новаковић Ђуровић / Ana Novaković Đurović; род. 20 декабря 1985, Титоград, Югославия) — черногорский политолог, политический и государственный деятель. Политический директор гражданской организации «Объединённое реформистское действие» (ОРД). Министр экологии, территориального планирования и градостроительства Черногории с 28 апреля 2022 года.

## Биография
Родилась 20 декабря 1985 года в Титограде в СФРЮ (ныне Подгорица, столица Черногории).
Окончила факультет политологии Университета Черногории по специальности «Международные отношения».
В 2007 году начала работать в организации CRNVO (Centar za razvoj NVO — Центр развития неправительственных организаций) в Подгорице. С 2009 по 2021 год являлась исполнительным директором CRNVO.
С июля 2021 года — политический директор гражданской организации «Объединённое реформистское действие» (ОРД), придерживающейся проевропейской, леволиберальной, зелёной ориентации. Является членом президиума ОРД.
В течение 12 лет занималась консалтингом и коучингом для неправительственных организаций, государственного управления и бизнес-сектора, уделяя особое внимание темам: управление проектами, финансируемыми из фондов Европейского Союза, организационное развитие, стратегическое планирование.
В качестве консультанта, помимо прочего, занималась разработкой ряда проектов и стратегических планов для организаций, занимающихся охраной окружающей среды и территориальным планированием. Она постоянно участвовала в проектах Программы развития ООН (ПРООН) в Черногории, консалтинговой компании WYG, ОБСЕ и программе приграничного сотрудничества Черногории и БиГ в рамках Европейского инструмента соседства (ЕИС) на 2014—2020 гг. (IPA II). В течение ряда лет она также проводила тренинги для государственных служащих в рамках программы обучения, организованной государственным Управлением кадров.
Активно участвовала в процессе вступления Черногории в Европейский союз. С марта 2012 года по 2020 года она являлась членом Рабочей группы ЕС по обсуждению главы 23 Свода правил ЕС: «Юстиция и основные права» и разработала часть плана действий для этой главы. Она руководила реализацией десятков проектов (включая проекты, финансируемые ЕС), связанных с установлением верховенства права и развитием гражданского общества в Черногории. В течение многих лет она выступала за введение института осведомителей в правовую систему Черногории и руководила разработкой первой модели закона о защите осведомителей.
Два срока была вице-премьером Совета по сотрудничеству с НКО (2012—2014).
Лауреат премии Союза работодателей как лучший управленец гражданского общества (2018). 
28 апреля 2022 года назначена министром экологии, территориального планирования и градостроительства Черногории в правительстве Дритана Абазовича.